# Allagoptera leucocalyx
Allagoptera leucocalyx là loài thực vật có hoa thuộc họ Arecaceae. Loài này được (Drude) Kuntze mô tả khoa học đầu tiên năm 1891.